# Jacques Jouanneau
Jacques Jouanneau (* 3. Oktober 1926 in Angers, Département Maine-et-Loire; † 19. Juli 2011 in Nîmes, Département Gard) war ein französischer Schauspieler und Synchronsprecher.

## Leben
Jouanneau war in erster Linie als Bühnenschauspieler bekannt; 1947 gab er sein Debüt in König Ubu. Oft an der Seite von Jacqueline Maillan spielte er häufig in Stücken des Boulevardtheaters von Pierre Barillet und Jean-Pierre Grédy, aber auch von Francis Blanche oder Sacha Guitry. In seinen mehr als 75 Film- und Fernsehrollen war er als Charakterdarsteller bei Regisseuren wie Henri Verneuil, Philippe de Broca und François Truffaut gefragt, spielte aber auch in Klamotten neben Les Charlots. Darüber hinaus wurde Jouanneau als Synchronsprecher eingesetzt, so zum Beispiel bei Asterix der Gallier.
2005 wurde Jouanneau mit dem Ordre des Arts et des Lettres ausgezeichnet.

## Filmografie (Auswahl)
- 1953: Capitaine Pantoufle
- 1954: French Can Can
- 1955: Das große Manöver (Les grandes manœuvres)
- 1956: Weiße Margeriten (Elena et les Hommes)
- 1956: Das Gänseblümchen wird entblättert (En effeuillant la marguerite)
- 1956: Meine Frau, mein Junge und ich… (L’amour est un jeu)
- 1957: Woll’n Sie nicht mein Mörder sein? (Comme un cheveau sur sa soupe)
- 1958: Bobosse
- 1958: Komm mit, Kleiner (Suivez-moi, jeune homme)
- 1958: Madame und ihr Auto (Madame et son auto)
- 1961: Kaiserliche Hoheit (Napoléon II, l’aiglon)
- 1963: Judex
- 1967: Asterix der Gallier (Astérix le Gaulois) (Stimme)
- 1970: Tisch und Bett (Domicile conjugal)
- 1970: Tim und Struppi im Sonnentempel (Tintin et le Temple du soleil) (Stimme)
- 1971: Petroleum-Miezen (Les Pétroleuses)
- 1974: Die Knallköpfe von St. Tropez (La Grande nouba)
- 1974: Zwei süße Mädchen und ein Pyjama (Deux grandes filles dans une pyjama)
- 1978: Das Loch im Mädchenpensionat (Les bidasses au pensionat)
- 1988: Chouans! – Revolution und Leidenschaft (Chouans!)
- 1991: Gemischtes Doppel (Les Clés du paradis)
- 1996: Fallait pas!…